# بومة كميت شرقية
بومة الكُميت الشرقية (الاسم العلمي: Phodilus badius) هو نوع من فصيلة بوم حظائر.